# Système d'exploitation navale des informations tactiques
Pour les articles homonymes, voir Senit.
Le système d'exploitation navale des informations tactiques ou SENIT est un système informatique de traitement de données développé par la Marine nationale française. 
Les premiers navires de combat à être équipés furent les frégates antiaériennes Suffren employant alors des ordinateurs Univac et des consoles Hughes Aircraft utilisés pour les premières générations de Naval Tactical Data System.